# Ilse-Lucie
Die Ilse-Lucie (ehemals La Paloma) ist ein Schleppkahn im Groß-Finowmaß. Sie ist ein Technikdenkmal und liegt als Museumsschiff im Hafen der Stadt Havelsee im Ortsteil Pritzerbe im Westen des Landes Brandenburg. Sie ist Vereinsschiff des Pritzerber Schifffahrtsvereins 1776 e. V. 

## Geschichte

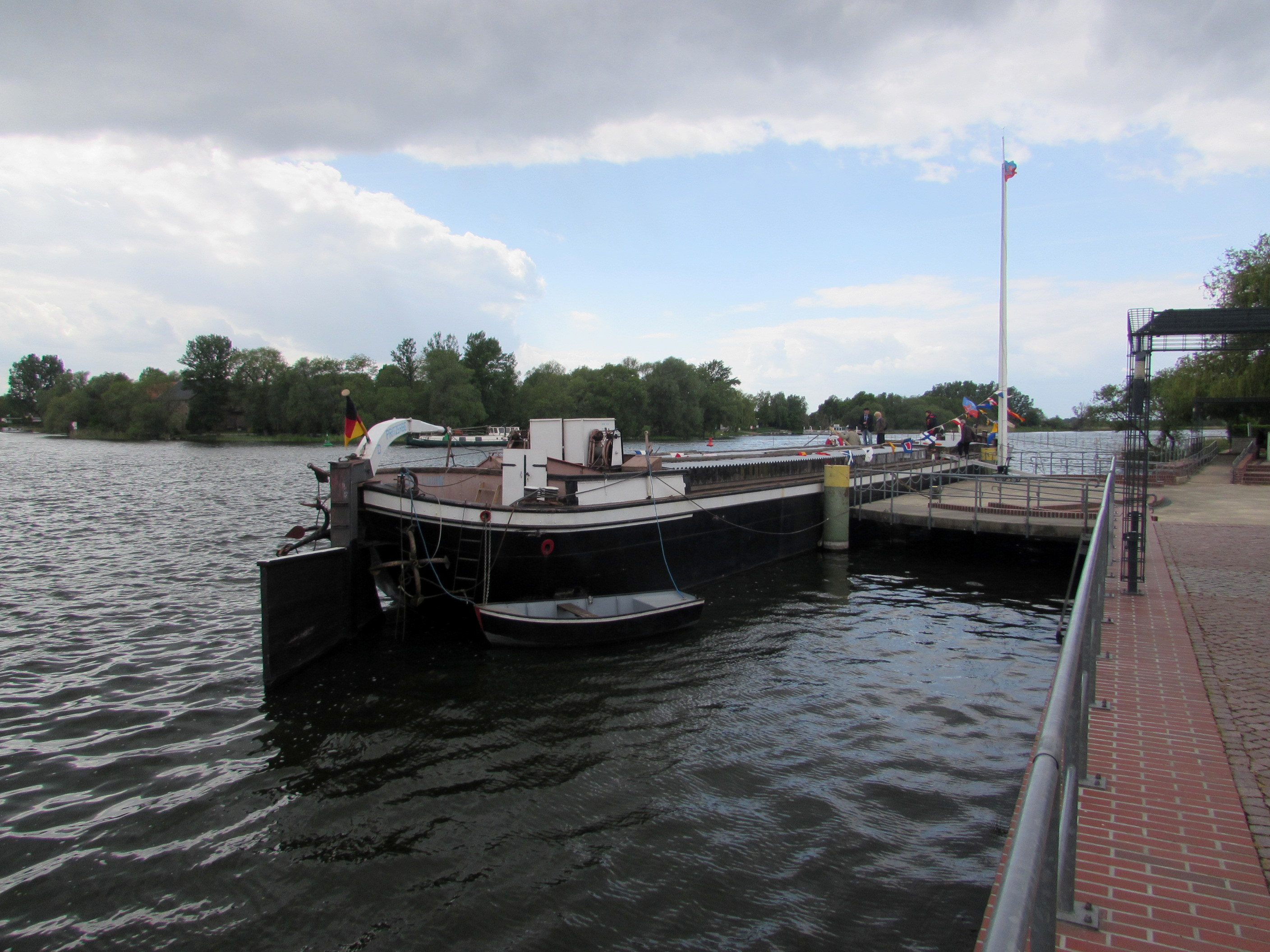
Das Museumsschiff Ilse-Lucie im Hafen Pritzerbes

Die Ilse-Lucie wurde als La Paloma 1927 auf der Werft von Pape in Oderberg gebaut. Erster Schiffseigner war August Schulze, Heimathafen war Malz bei Oranienburg. Das Schiff hat eine Länge von 41,50 Metern und eine Breite von 5,10 Metern. Die Tragfähigkeit war 1927 mit 283 Tonnen angegeben. Die Eichnummer der La Paloma war Eberswalde 201 und im Binnenschifffahrtsregister Hamburg war sie unter der Nummer 16153 eingetragen. 
Nach dem Ende des Zweiten Weltkriegs wurde dem Schiff die Registriernummer 4-1118 zugeteilt, wobei die 4 für die Antriebsart Schleppkahn stand. Weiterhin wurde es in das Binnenschifffahrtsregister Band 5 Blatt 240 des Wasserstraßenhauptamtes Berlin umgetragen. Die Eichnummer wechselte ebenfalls. Die neue lautete S Bn 1309 D, wobei S für die Spree, Bn für Berlin und D für Deutschland standen.
Ab 1949 betrieben die Erben des ersten Schiffseigners August Schulze das Schiff weiter. 1957 wurde in der DDR die Registriernummerierung geändert. Neue Registriernummer war die 3-1539 A. Das A stand für offen beziehungsweise ohne Schiffsdeck. Im Jahr 1963 verkauften die Erben August Schulzes die La Paloma an den Oranienburger Karl Schmidt, der sie bis 1972 einsetzte. In den darauf folgenden Jahren bis 1978 wurde das Schiff von Karl Schmidt an den Volkseigenen Betrieb (VEB) Kabelwerke Oberspree in Berlin als Lagerschiff vermietet. 1978 erbte Schmidts Neffe Klaus Schröder den Schleppkahn, worauf er für zwei Jahre an der Schleuse Pinnow fest lag, ehe er an die Wasserwirtschaft Neuruppin verkauf wurde. Die Registriernummer jener Zeit war die 10 B 24-586. Am 28. November 1996 wurde die La Paloma als ehemals volkseigener Besitz Eigentum des Landes Brandenburg.
Zwei Jahre nachdem der Kahn in Besitz des Landes übergegangen war, ließ dieses die La Paloma im Vorfeld einer geplanten Abwrackung aus dem Binnenschifffahrtsregister Brandenburg Blatt 403 löschen. Jedoch erfolgte die Abwrackung nicht. Am 26. Juli 1999 wurde das Schiff der Berlin-Brandenburgischen Schifffahrtsgesellschaft übertragen. Das weitgehend verrottete Schiff musste für eine Überführung im Herbst 2000 gehoben werden. Im Anschluss wurde es von Oranienburg nach Brandenburg an der Havel überführt, wo es an der ehemaligen Werft der Gebr. Wiemann mit Hilfe des Technischen Hilfswerks und der kommunalen Beschäftigungsgesellschaft (BAS) an Land gebracht wurde. Die BAS nahm erste Reparaturen in Form von Säuberungen, Entrostungen, Anstrichen und Weiterem vor. Da die Abwrackung nie stattgefunden hatte, wurde 2005 eine Neueintragung notwendig. Aufgrund unklarer Liegeplatzfragen kam das Schiff über Genthin und Derben schließlich nach Berlin, wo es am 28. April 2008 unter der Registriernummer 2231 in das Binnenschifffahrtsregister des Amtsgerichts Charlottenburg eingetragen wurde.
Am 28. Februar 2011 wurde in Pritzerbe der Pritzerber Schifffahrtsverein 1776 e. V. gegründet, der die jahrhundertelange Binnenschifffahrts- und Werftbautradition des Ortes pflegen möchte. Dieser Verein kaufte die den letzten in Pritzerbe gefertigten Schiffen ähnliche La Paloma für 500 Euro, worauf sie nach Havelsee überführt wurde. Am 22. Dezember 2011 wurde sie in das Binnenschifffahrtsregister Brandenburg eingetragen und erhielt dort die Nummer 814. Der Verein änderte den Schiffsnamen in Ilse-Lucie und ließ diesen am 26. Januar 2012 eintragen. Ilse-Lucie wurde gewählt, da dies der Name des letzten in Pritzerbe gefertigten und nach Kriegsende von der Roten Armee beschlagnahmten Schiffs war.

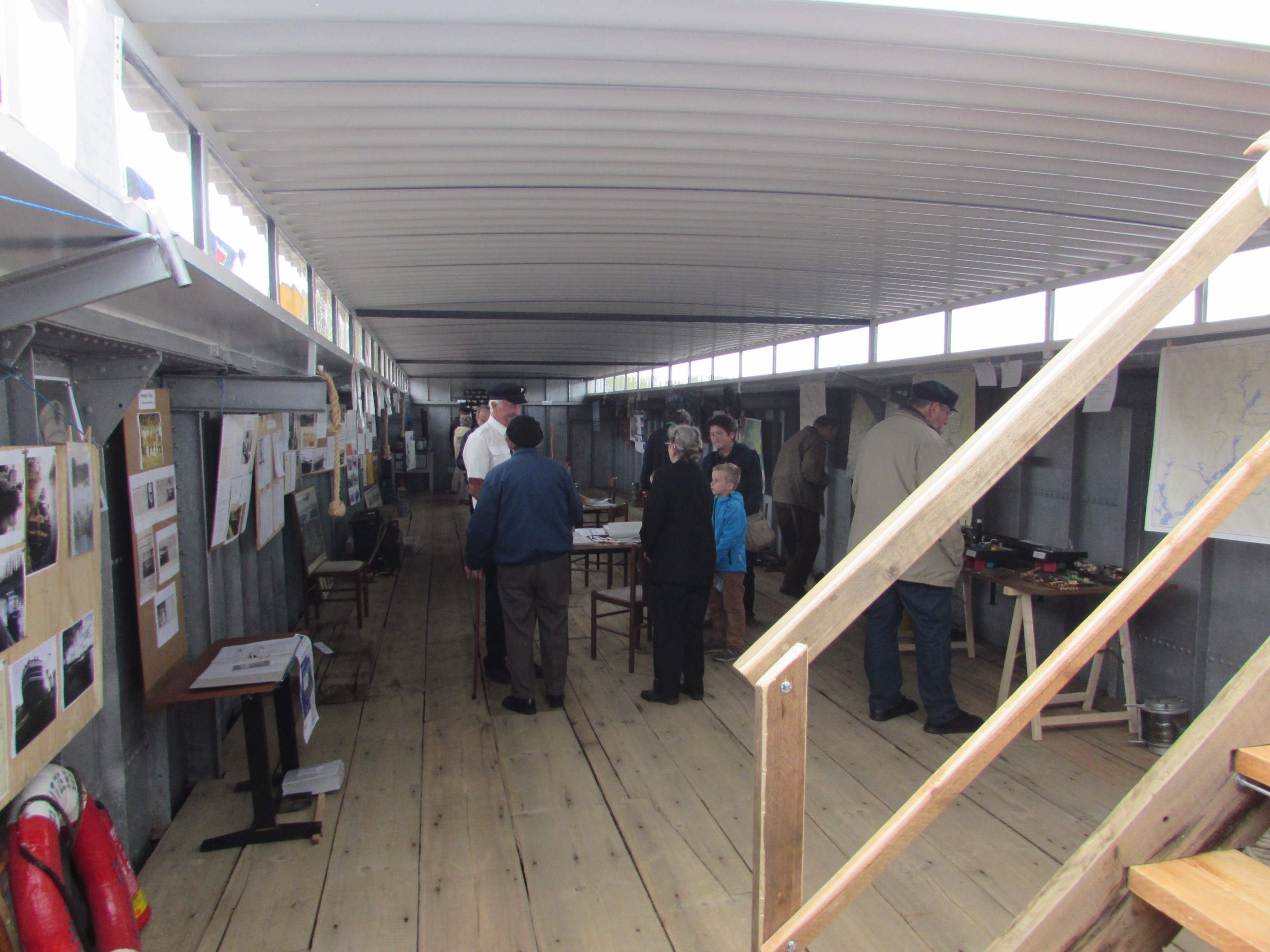
Ausstellungsräume zur Museumseröffnung am 17. Mai 2015

Der Schifffahrtsverein ließ den Schiffsboden ersetzen. Weiterhin wurden Kajüten eingerichtet, die Laderäume abgedeckt und Ausstellungsflächen geschaffen. Finanzielle Mittel von über 20.000 Euro wurden von privaten Spendern, dem Amt Beetzsee, der Stadt Havelsee und dem Landkreis Potsdam-Mittelmark erbracht. Weitere Ausbauten sind geplant. Am 17. Mai 2015 erfolgte im Pritzerber Hafen die Eröffnung der Ilse-Lucie als Museumsschiff mit einer ersten Ausstellung zur Geschichte der Binnenschifffahrt in Pritzerbe.